# Horné Zelenice
Horné Zelenice jsou obec na Slovensku, v okrese Hlohovec v Trnavském kraji.

## Historie
V historických záznamech je obec poprvé zmiňována v roce 1244. V obci stojí římskokatolický románský kostel sv. Martina z 13. století.

## Geografie
Obec leží na pravém břehu řeky Váh v nadmořské výšce 138 m na ploše 4,2 km².
Žije zde 692 obyvatel.